# Dorothy-Grace Elder
Dorothy-Grace Elder ist eine schottische Journalistin, Politikerin und ehemaliges Mitglied der Scottish National Party (SNP).
Bei den Schottischen Parlamentswahlen 1999 kandidierte Elder für den Wahlkreis Glasgow Baillieston, konnte das Direktmandat jedoch nicht gegen Margaret Curran von der Labour Party erringen. Elder zog aber als zweite Kandidatin der Regionalwahlliste der SNP für die Wahlregion Glasgow in das neugeschaffene Parlament ein. In den folgenden Jahren konnte sich Elder nicht mehr hinreichend mit dem Kurs der SNP identifizieren und verlor auch ihren Rückhalt innerhalb der Partei. Ihr wurde die Rückgabe ihres Mandats nahegelegt, Elder verließ jedoch lediglich die SNP und saß ab Mai 2002 als parteilose Abgeordnete im Parlament. Zu den Parlamentswahlen 2003 trat Elder nicht mehr an.